# Saint-Denis-d'Authou

Saint-Denis-d'Authou este o comună în departamentul Eure-et-Loir, Franța. În 1 ianuarie 2018 avea o populație de 475 de locuitori.